# Biểu tượng quốc gia
Một biểu tượng quốc gia là hình ảnh tượng trưng và đại diện cho một quốc gia. Ngoài ra nó còn được thể hiện với các hình thức phong phú và đa dạng. Những loại hình cơ bản của biểu tượng quốc gia gồm: quốc hiệu (thường kèm theo khẩu hiệu hoặc tiêu ngữ), quốc kỳ, quốc huy, quốc ca, quốc thiều, quốc phục, quốc hoa, quốc thú hoặc quốc điểu... và những biểu tượng không chính thức khác.
Hầu hết các biểu tượng quốc gia có nguồn gốc trong thế giới tự nhiên, như động vật hoặc chim chóc (linh vật), hoa lá (quốc hoa) hoặc vật tổ những cũng có thể là biểu tượng khác. Biểu tượng quốc gia có thể xuất hiện nhiều chỗ như quốc kỳ, quốc hiệu, hoặc khác. Cần phân biệt giữa một biểu tượng chính thức quốc gia với các biểu tượng không chính thức và thường liên quan đến đến hình ảnh du lịch hoặc linh vật, biểu tượng cho các sự kiện quan trọng có tầm quốc gia, quốc tế, như cối xay gió ở Hà Lan, chú báo Zakuni của Nam Phi, chú chó USA của Mỹ.... Nhiều biểu tượng không chính thức nhưng quan trọng và thậm chí được biết đến nhiều hơn chính thức. Tuy nhiên biểu tượng chính thức được xác định bởi quy định của nhà nước bằng pháp luật hoặc tuyên bố chính thức của nhà nước. Việt Nam thì thực sự chưa có biểu tượng quốc gia.

## Biểu tượng quốc gia chính thức phổ biến
- Quốc kỳ của một quốc gia dân tộc.
- Quốc huy của một vùng dất chủ quyền và/hoặc triều đại cầm quyền.
- Quốc ấn hoặc con dấu của một vùng dất chủ quyền và/hoặc triều đại cầm quyền.
- Hình tượng tượng liên kết và/hoặc khẩu hiệu cũng có thể được sử dụng riêng rẽ.
- Màu sắc quốc gia, thường xuất phát từ bên trên.
- Biểu tượng biểu trưng.
- Quốc ca, thánh ca hoàng gia và triều đình; cùng với các phong tục thánh ca chính thức như vậy cũng có thể nhận ra những giá trị biểu tượng quốc gia của ca khúc rất nổi tiếng.

## Biểu tượng quốc gia không chính thức
Theo nhiều cách thức, điểm tham quan nổi tiếng tại một quốc gia cũng có thể được xem như biểu tượng quốc gia, cũng như các mặt hàng truyền thống thuộc tiểu thủ công nghiệp, trang phục truyền thống, sử thi quốc gia và huyền thoại quốc gia, cũng như những biểu tượng được sử dụng tại đội thể thao quốc gia và cổ động viên ủng hộ của họ.

## Động vật
Loài động vật được chọn là biểu tượng quốc gia thường gắn liền với văn hóa truyền thống hoặc đó là loài đặc hữu tại quốc gia đó. Mỗi nước đều có quy định riêng về động vật biểu tượng, có thể chính thức hoặc không chính thức.

## Quốc điểu
Đây là danh sách quốc điểu, gồm các loài chim biểu tượng của các nước, trong đó hầu hết là chính thức, riêng một số là không chính thức.

## Quốc thụ
Quốc thụ là những loài cây thân gỗ được chọn là biểu tượng đại diện một quốc gia.

## Quốc hoa
Quốc hoa là loài hoa biểu trưng cho một nước, được mọi người dân yêu thích. Ngoài các loài hoa ra còn có các loài thực vật thân thảo, cỏ. Được cho là bắt nguồn từ biểu tượng của nhà vua thời Trung cổ ở châu Âu. Mỗi nước có những quy định về quốc hoa khác nhau.